# Suurisaari (ö i Finland, Södra Karelen, Imatra, lat 61,36, long 28,91)
Suurisaari är en ö i Finland. Den ligger i sjön Suojärvi och i kommunen Ruokolax i den ekonomiska regionen  Imatra ekonomiska region  och landskapet Södra Karelen, i den sydöstra delen av landet, 250 km nordost om huvudstaden Helsingfors. Öns area är 0,6 hektar och dess största längd är 140 meter i sydöst-nordvästlig riktning.